# Anita Zucker
Anita Zucker, flicknamn: Goldberg, född 11 maj 1962, är en amerikansk företagsledare och filantrop. Hon äger och kontrollerar förvaltningsbolaget The Intertech Group, som i sin tur ägde bland annat Hudson Bay-kompaniet, både minoritet och majoritet mellan 2003 och 2008. Intertech grundades av hennes make Jerry Zucker och som hon tog över efter hans död 2008. Hon arbetade som grundskollärare i engelska och sociala studier under elva år i början av sin yrkeskarriär. Den amerikanska ekonomitidskriften Forbes rankade Zucker till att vara världens 1 483:e rikaste med en förmögenhet på 1,9 miljarder amerikanska dollar för den 9 november 2020.
Sedan 2018 har hon och sin familj en minoritetsaktiepost i ishockeylaget South Carolina Stingrays i ECHL, dessförinnan var de majoritetsägare.
Hon avlade en kandidatexamen i lärarutbildning vid University of Florida och en master i utbildningsadministration och ledarskap vid University of North Florida.